# Centropyge flavissima
Centropyge flavissima es una especie de pez ángel marino de la familia Pomacanthidae. Están distribuidos en el Indo-Pacífico

## Sinónimos
- Centropyge flavissimus (Cuvier, 1831)
- Holacanthus flavissimus (Cuvier, 1831)

## Características
Su longitud máxima es de 14 cm, se encuentran junto a los arrecifes de coral en una profundidad que va de los 3 a los 50 m, se alimenta de algas. Son de color amarillo brillante, tienen un círculo color azul alrededor de los ojos, y una mancha azulada detrás del opérculo, las aletas terminan en un filo azulado. Su cuerpo es aplanado.